# Lesa Lewis
Lesa Lewis (nacida el 9 de marzo de 1967) es una fisicoculturista profesional estadounidense.

## Primeros años
Lesa Lewis nació en Kansas City, Misuri, Estados Unidos. Creció en una familia con tres hermanos varones y tres hermanas. En la escuela preparatoria, corrió en pista, jugó baloncesto y practicó baile y natación. Asistió a la Universidad de Nebraska-Lincoln durante un año, en donde practicó las carreras de velocidad de 100, 200 y 400 m planos. Dejó la universidad para trabajar como diseñadora independiente de ropa, sombreros y zapatos. Después de unos años, entró en la industria de la construcción, cuando pesaba solamente 59 kg (130 lb).

## Carrera como fisicoculturista

### Como diletante
En 1992, Lesa comenzó a entrenar con pesas. Ese año, estaba entrenando para ponerse en forma y tonificarse en Bally Total Fitness cuando un fisicoculturista comentó que tenía piernas musculosas y le dijo que debería probar el culturismo. A partir de allí, se dedicó al culturismo. En 1994, Tim Lutz se convirtió en su entrenador. En el Campeonato de Estados Unidos de 1997, Lewis obtuvo el primer lugar en la categoría de peso pesado y general, y ganó su tarjeta profesional IFBB.

### Como profesional
En el Ms. International de 1998, Lewis quedó en segundo lugar. Sin embargo, una semana después del concurso, cuando se publicaron los resultados de las pruebas diuréticas obligatorias, ella, junto con Gayle Moher y Denise Masino, dieron positivo y fueron descalificadas.

### Datos de su físico
- Altura: 5′10′′ (1,8 m)
- Pecho: 43′′ (110 cm)
- Cintura: 25′′ (64 cm)
- Cadera: 38′′ (97 cm)
- Cuádriceps: 26′′ (66 cm)
- Bíceps: 18′′ (46 cm)

### Historial de competencias
- 1992 Missouri State Championships: 2.ª
- 1993 Missouri State Championships: 1.ª
- 1994 Heart of America (Misuri): 1.ª
- 1995 Red River Classic: 1.ª
- 1996 Lone Star Classic: 1.ª
- 1996 NPC Junior Nationals: 1.ª (peso pesado)
- 1996 NPC Nationals: 4.ª (peso pesado)
- 1997 NPC USA Championship: 1.ª (peso pesado y general)
- 1997 IFBB Jan Tana Classic: 5.ª
- 1998 IFBB Ms. International: 2.ª (descalificada)
- 1998 IFBB Jan Tana Classic: 1.ª
- 1998 IFBB Ms. Olympia: 4.ª
- 1999 IFBB Ms. International: 2.ª
- 1999 IFBB Ms. Olympia: 5.ª
- 2000 IFBB Ms. International: 5.ª (peso pesado)
- 2000 IFBB Ms. Olympia: 3.ª (peso pesado)
- 2001 IFBB Ms. International: 3.ª (peso pesado)
- 2001 IFBB Ms. Olympia: 5.ª (peso pesado)
- 2002 IFBB GNC Show of Strength: 5.ª (peso pesado)

## Vida personal
Lewis es una trabajadora de la construcción en Kansas City, Misuri (Estados Unidos).

### Aspecto de la televisión
Lewis apareció en la película documental del año 2000 Bodybuilders (‘Fisicoculturistas’).
- Datos: Q5973768